# Ruggerone Foot Ball Club
O Ruggerone Foot Ball Club foi um clube brasileiro de futebol da cidade de São Paulo. Formado majoritariamente por imigrantes italianos e descendentes de italianos, suas cores eram vermelho e amarelo. A agremiação foi extinta em 1921, e participou uma vez da Primeira Divisão (atual Série A-1) do Campeonato Paulista de Futebol, em 1916.

## História

### O início
Em 1910, o Brasil buscava uma identidade urbana pós-abolição em sua recém-fundada república, e muitos outros povos vinham ao país atrás de uma identidade comum para si. 
Entre esses povos formavam-se pequenas colônias e a colônia italiana (a mais expoente em São Paulo) povoou principalmente os bairro operários da região central, centro-oeste e leste da capital.
Naquela época já praticavam o futebol no Brasil, e muitos já tinha clubes, mas o esporte tinha uma modalidade concorrente: a corrida aérea, uma vez que a aviação era tida como a grande novidade mundial recente.
Um dos destaques dessa modalidade em São Paulo foi o motociclista e aviador italiano Germano Eros Ruggerone. Após o registro do primeiro voo da América do Sul em 1909, realizado pelo aviador Dimitri Sensaud de Lavaud sobre o que é hoje a cidade de Osasco, o primeiro aeroclube de São Paulo promoveu no bairro da Mooca, em 24 de dezembro de 1910, uma competição entre dois aviadores italianos que vieram tentar a sorte no Brasil: Germano Eros Ruggerone e Julio Piccolo. 
A corrida se iniciou e com a queda do avião de Piccolo durante o trajeto de um quilômetro, Ruggerone venceu a competição e tornou-se uma celebridade da cidade de São Paulo, principalmente entre os italianos e ítalo-brasileiros, orgulhosos do paesano. Os italianos-paulistanos o viam como um homem vitorioso e inspirador, pois fizera sucesso em algo que ainda era considerado muito perigoso, e ele era visto por todos como um homem de muita coragem. Do dia para noite, Germano Eros Ruggerone havia se tornado um verdadeiro “fenômeno”.
Algum tempo depois, o aviador voltou a fazer exibições aéreas pela cidade. Segundo o jornal O Estado de S. Paulo do dia 11 de janeiro de 1911 a comoção do público foi grande durante o trajeto, que incluiu os bairros do: Brás, Pari e Largo do Arouche. 
| “ | Havia gente por toda a parte, até encarapitada sobre os telhados, acenando entusiasticamente com os lenços. | ” |

Conta a reportagem que acompanhou o voo de Ruggerone até a Água Branca, onde aterrissou no campo do Parque Antártica e de lá, retornou à Mooca, completando seu roteiro de bairros paulistanos de origem italiana.
A comoção pela façanha do aviador foi tanta que alguns italianos decidiram criar um time de futebol em sua homenagem, daí surge o Ruggerone Foot-Ball Club. A nova equipe tinha a pretensão de unir os italianos de São Paulo, da mesma forma que havia feito o aviador, mas esbarrava na dispersão da numerosa colônia, e no fato de que muitos já tinham fundado os seus clubes locais, como o Minas Gerais FC (do Brás), o União Lapa FC (da Lapa) e o Corinthians (do Bom Retiro), que apesar de nunca ter tido a pretensão de ser o representante da Itália em São Paulo sempre agregou um grande número de italianos e ítalo-brasileiros no clube e na fiel torcida.
Dessa forma, o clube passou seus primeiros anos jogando apenas na várzea, sem participar de nenhuma competição oficial. O curioso é que uma das rivalidades surgidas na época foi justamente com o Corinthians. Segundo o blog do Elião, do site Lunáticos FC, o Corinthians jogou seis partidas em 1912. A quinta foi contra o Ruggerone, que o venceu por 2 a 1, impondo a primeira derrota ao adversário naquele ano. Mordido, o Corinthians pediu revanche e, pouco tempo depois, goleou o Ruggerone por sonoros 6 a 0.
No entanto, quis o destino que aquela rivalidade demorasse a se repetir em competições oficiais. Segundo Ademir Takara, bibliotecário do Centro de Referência do Futebol Brasileiro do Museu do Futebol, o Corinthians se filiou à LPF (Liga Paulista de Foot-Ball) em 1913 para jogar o campeonato paulista, enquanto o Ruggerone continuou na várzea.
Três anos depois, a APEA (Associação Paulista de Esportes Atléticos), entidade concorrente da Liga Paulista de Foot-Ball formada por clubes de elite que "queriam" manter as raízes do amadorismo, convidou o recém-fundado Palestra Italia para disputar seu campeonato. 
Em resposta a Liga Paulista de Foot-Ball procurou algum time de várzea que representasse a colônia italiana para disputar o seu campeonato de 1916. No lugar de um, acabou convidando dois: O Ruggerone e Ítalo Foot Ball Club. E assim iniciou-se a vida do Ruggerone em torneios oficiais.

### Do amadorismo ao profissionalismo
O primeiro ano em campeonatos oficiais não foi feliz para Ruggerone que não suportou o ritmo extenuante da competição da Liga Paulista de Foot-Ball (LPF), uma vez que era preciso conciliar o trabalho com treinos e jogos. Após vitórias sobre o Germânia (da colônia alemã) e sobre o Campos Elíseos (entre maio e julho de 1916) a liga começou a marcar jogos quase quinzenais para o clube, que não conseguiu comparecer na maioria deles, perdendo quatro partidas por W.O, inclusive uma contra o Corinthians.
Por causa deste ritmo frenético, vários clubes desistiram do torneio. Corinthians e Ruggerone foram os únicos que disputaram até o fim, mesmo com percalços. O Corinthians foi declarado campeão após sete vitórias em campo, enquanto o Ruggerone ficou em último com duas vitórias, um empate e quatro derrotas. As desistências em massa no campeonato de 1916 enfraqueceram a LPF, que acabou perdendo a briga com a APEA, com quem se fundiu em 1917. Segundo Ademir Takara, entre os clubes da LPF, só Corinthians e o SC Internacional-SP foram convidados a disputar a 1ª divisão. Para os demais, inclusive o Ruggerone, a APEA criou as inéditas 2ª e 3ª divisões.
Assim, o Ruggerone acabou sendo inscrito na 3ª divisão de 1917, junto a outros clubes que também representavam colônias de imigrantes, caso dos autoexplicativos: Itália, Luzitano (que deu origem à Portuguesa) e Japão, este com sede no Bom Retiro. Além deles, também disputaram o torneio: Brasil e Fluminense, formados por cariocas, além do Antárctica, time dos operários da Companhia Antarctica Paulista.

### O fim das atividades
Para quem tinha a ambição de ser o grande representante dos italianos em São Paulo, o cenário tornou-se desanimador. Enquanto o Ruggerone sobrevivia com todas as suas dificuldades, o Palestra Italia, se fortalecia disputando na 1ª divisão, agora organizada pela Associação Paulista de Esportes Atléticos, e atraía a colônia italiana a ponto de fazer muitos oriundi's saírem de suas equipes para atuar no Palestra. Em 1917 aconteceram as primeiras transferências oficiais de um jogador do Ruggerone para o Palestra Italia.
- Antônio Picagli trocou o Ruggerone pelo Palestra e ajudou os palestrinos a terminarem na 2ª posição do Campeonato Paulista de 1917, que naquele ano  teve o Paulistano como o grande campeão.
- Caetano Izzo trocou o Ruggerone pelo Palestra e ajudou os palestrinos a bater o Corinthians no primeiro Derby Paulista da história e também ajudou o clube a ser campeão do Campeonato Paulista de 1920.

Distante do sonhado sucesso no Campeonato Paulista, o Ruggerone decidiu voltar o foco para o interior do estado de São Paulo, se oferecendo para disputar amistosos contra clubes não inscritos no torneio oficial. A partida mais notória aconteceu em 25 de fevereiro de 1917, quando foi jogar contra o Rio Claro o Troféu Estatueta de Biscuit, patrocinado por José Castellano, dono da fábrica de cigarros Princeza D'Oeste. A vitória do Rio Claro por 3 a 1 desanimou ainda mais os dirigentes do Ruggerone. Também jogou e ganhou um troféu oferecido em São Carlos contra o Paulista Esporte Clube, no estádio Derby Sãocarlense.
Um alento surgiu em 1919 e 1920, quando o clube foi inscrito na 2ª divisão. Contudo, os resultados não foram bons em nenhum dos torneios, o que acabou enterrando de vez a pretensão de se estabelecer como o legítimo representante da Itália no futebol de São Paulo.
O último registro de uma partida do Ruggerone foi no dia 14 de novembro de 1920, quando o clube marcou uma revanche contra o Rio Claro, na tentativa de vingar a derrota sofrida dois anos antes. O jogo foi novamente na cidade de Rio Claro, e, de novo, o time do interior venceu, desta vez por 2 a 1. Com isso o clube foi extinto no fim de 1920 ou começo de 1921. 
No ranking de todos os clubes que jogaram a chamada “era do amadorismo” no campeonato paulista, o Ruggerone está em penúltimo lugar, na 49ª posição, só perdendo para o Britannia AC e para 2 times que se inscreveram, mas não jogaram.